# شعار السنغال
شعار السنغال مكون من غصنين يحيطان بدرع وفي الأعلى نجمة خماسية خضراء وتتدلى في الأسفل قلادة على شكل نجمة خماسية. ينقسم الدرع لنصفين، على اليمين نجد رسما لشجرة باوباب إفريقية على خلفية صفراء. أما على نصف اليسار فهو ملون بالأحمر يتوسطه صورة لأسد ذهبي والذي ضل دائما رمز الحكم في البلاد وحتى قبل الاستعمار الفرنسي للبلاد. من قبل كان الملك يمثل الملك الأسد الشمس الإله. وبقي الأسد يمثل الحيوان الرمزي الرسمي للدولة السنغالية.
ويلتف حول الشعار ثلاث كلمات هي : شعب، هدف، عقيدة (بالفرنسية: « Un Peuple, Un But, Une Foi »)‏ .

## وصلات خارجية
- شعار السنغال على موقع سفارة السنغال في سنغافورة